# ТКБ-464
ТКБ-464 — советский опытный единый пулемёт. Участвовал в конкурсе на универсальный пулемёт для вооружённых сил СССР для замены станкового СГМ и ручного РП-46 вместе с пулемётами Калашникова, Никитина-Соколова, Гаранина, Шилина и Грязева. Первый эскизный вариант представлен в 1955 году. В 1956 году участвовал и не прошёл конкурс из-за конструктивного недостатка, приводившего к поперечной деформации гильз. Пулемёт основан на конструкции СГМ, в принципе страдавшего от той же проблемы из-за высоких скоростей деталей в длинном асимметричном узле запирания. Разработан конструкторами тульского ЦКБ-14 В. И. Силиным и В. Ф. Перерушевым.